# Kumho Asiana Group
Kumho Asiana é um conglomerado sul-coreano (Chaebol) cujas atividades predominam nas áreas automotiva, química, transporte e logística.